# Кубок Славы Коусиньер
Кубок Славы Коусиньер (исп. Copa de Honor Cousenier) — футбольный турнир, проводимый между командами Аргентины и Уругвая. Аргентину представляли команды Лиги Росарина или Ассоциации футбола Аргентины, Уругвай представляли команды Уругвайской ассоциации футбола.
Формат турнира был схож с форматом Кубком Тье Компететион (или Кубком Конкуренции Чевальера Боутеля), но в то время, как Кубок Тье Компететион проходил в Буэнос-Айресе, Кубок Славы Коусиньер проходил в Монтевидео. Кубок, выигранный победителем соревнования, был подарен турниру компанией Коусиньер и потому соревнование носит название компании.
Соревнование проходило в виде одного матча, но в случае ничьи назначалась переигровка.

## Матчи
| Дата             | Чемпион                  | Финалист            | Счёт              |
| ---------------- | ------------------------ | ------------------- | ----------------- |
| 10 сентября 1905 | Насьональ                | Алумни              | 3:2               |
| 16 сентября 1906 | Алумни                   | Насьональ           | 2:2               |
| 14 октября 1906  | Алумни                   | Насьональ           | 3:1 (переигровка) |
| 20 октября 1907  | Бельграно Атлетик        | СУРКК               | 2:1 (д.в.)        |
| 11 октября 1908  | Монтевидео Уондерерс     | Кильмес             | 2:0               |
| 17 октября 1909  | СУРКК                    | Сан Исидро          | 4:2               |
| 5 ноября 1911    | СУРКК                    | Ньюэллс Олд Бойз    | 2:0               |
| 8 декабря 1912   | Ривер Плейт (Монтевидео) | Расинг (Авельянеда) | 2:1               |
| 16 ноября 1913   | Расинг (Авельянеда)      | Насьональ           | 1:1 (д.в.)        |
| 8 декабря 1913   | Расинг (Авельянеда)      | Насьональ           | 3:2 (переигровка) |
| 14 ноября 1915   | Насьональ                | Расинг (Авельянеда) | 2:0               |
| 10 декабря 1916  | Насьональ                | Росарио Сентраль    | 6:1               |
| 31 августа 1917  | Насьональ                | Расинг (Авельянеда) | 3:1               |
| 1 декабря 1918   | Пеньяроль                | Индепендьенте       | 4:0               |
| 20 сентября 1920 | Бока Хуниорс             | Атлетико Универсаль | 2:0               |